# Panos Panay
Panos Costa Panay (em grego:  Πάνος Κώστα Παναή) é um executivo de negócios estadunidense que atualmente é o diretor de produtos da Microsoft, onde lidera a divisão Windows e Dispositivos da empresa. Ele é conhecido por seu trabalho no desenvolvimento de produtos Surface e por seu envolvimento em projetos de hardware da Microsoft, incluindo o Xbox e o HoloLens. Nascido em Massachusetts, nos Estados Unidos, em 1972, Panay estudou na Universidade do Nordeste, onde se formou em Engenharia Elétrica e de Computação e trabalhou em diversas empresas de tecnologia antes de ingressar na Microsoft em 2004. Panay foi nomeado vice-presidente corporativo de dispositivos da Microsoft em 2013. Ele foi promovido a vice-presidente corporativo da divisão de dispositivos e estúdios da empresa em 2015 e foi nomeado diretor de produtos da Microsoft em 2018, onde atualmente lidera a divisão Windows e Dispositivos. Ele é considerado uma das vozes mais importantes da Microsoft, além de ser considerado um dos líderes de tecnologia mais influentes do mundo.
Panay anunciou no blogue Windows Experience o Windows 11 em 24 de junho de 2021.
Ele é de ascendência grega-cipriota. Seu primo, Panos (Andreas) Panay, é um empresário musical.